# Philippe Smits
Philippe Smits (Elsene, 10 maart 1950) is een voormalig Belgisch lid van het Brussels Hoofdstedelijk Parlement.

## Levensloop
Smits werd beroepshalve onderwijzer en werd later directeur van het Enseignement de Promotion sociale à Bruxelles. Hij was ook de kabinetschef van Georges Désir.
Oorspronkelijk politiek actief bij het FDF, stapte hij in 1986 over naar de Parti Réformateur Libéral, dat sinds 2002 Mouvement Réformateur heet. Voor beide partijen was hij gemeenteraadslid van Sint-Lambrechts-Woluwe, waar hij schepen is geweest.
Van 1992 tot 2004 zetelde hij in het Brussels Hoofdstedelijk Parlement. Ook was hij van 1999 tot 2001 lid van het Parlement van de Franse Gemeenschap.